# Кристал-Лейк (Коннектикут)
Кристал-Лейк (англ. Crystal Lake) — переписна місцевість (CDP) в США, в окрузі Толленд штату Коннектикут. Населення — 2152 особи (2020).

## Географія
Кристал-Лейк розташований за координатами 41°56′1″ пн. ш. 72°22′29″ зх. д. / 41.93361° пн. ш. 72.37472° зх. д. (41.933568, -72.374771).  За даними Бюро перепису населення США в 2010 році переписна місцевість мала площу 20,97 км², з яких 20,25 км² — суходіл та 0,71 км² — водойми.

## Демографія
Згідно з переписом 2010 року, у переписній місцевості мешкало 1945 осіб у 708 домогосподарствах у складі 554 родин. Густота населення становила 93 особи/км².  Було 800 помешкань (38/км²).
Расовий склад населення:
| - 96,1 % — білих - 0,8 % — чорних або афроамериканців - 0,8 % — азіатів - 0,2 % — корінних американців |

До двох чи більше рас належало 1,3 %. Частка іспаномовних становила 2,5 % від усіх жителів.
За віковим діапазоном населення розподілялося таким чином: 26,1 % — особи молодші 18 років, 63,6 % — особи у віці 18—64 років, 10,3 % — особи у віці 65 років та старші. Медіана віку мешканця становила 40,5 року. На 100 осіб жіночої статі у переписній місцевості припадало 101,6 чоловіків;  на 100 жінок у віці від 18 років та старших — 100,6 чоловіків також старших 18 років.
Середній дохід на одне домашнє господарство  становив 126 635 доларів США (медіана — 82 420), а середній дохід на одну сім'ю — 142 960 доларів (медіана — 106 181). За межею бідності перебувало 1,8 % осіб, у тому числі 0,0 % дітей у віці до 18 років та 0,0 % осіб у віці 65 років та старших.
Цивільне працевлаштоване населення становило 1174 особи. Основні галузі зайнятості: виробництво — 19,1 %, фінанси, страхування та нерухомість — 17,9 %, освіта, охорона здоров'я та соціальна допомога — 17,9 %.